# Vláda Republiky Slovinsko
Vláda Republiky Slovinsko (slovinsky: Vlada republike Slovenije) je nejvyšší orgán moci výkonné ve Slovinsku. Z hlediska ústavy a zákonů se vláda jeví – podobně jako za účinnosti socialistické ústavy – jako výkonný výbor parlamentu, což však v praxi již tak jednoznačné není.

## Historie
Předsednictvo Slovinské národněosvobozenecké rady (SNOS) jmenovalo 5. května 1945 první (tzv. národní) vládu Slovinska. Vláda byla definována jako nejvyšší orgán moci výkonné ve Slovinsku a byla odpovědná SNOSu nebo jeho předsednictvu. Skládala se z ministerstva financí, vnitra, spravedlnosti, průmyslu a hornictví, obchodu a zásobování, zemědělství, lesnictví, stavebnictví, školství, lidového zdraví, sociálních věcí a místního trhu.
V roce 1953 bylo zrušeno předsednictvo Lidového shromáždění Lidové republiky Slovinsko (LS LRS), vláda a všechna ministerstva a byl ustanoven výkonný výbor LS LRS, státní sekretariáty (vnitra, spravedlnosti, hospodářství, rozpočtu a státní správy). V roce 1963 byl změněn název na výkonný výbor Socialistické republiky Slovinsko (IS SRS). Výkonný výbor sestával z předsedy, jednoho či více místopředsedů a členů, kteří byli zvoleni na návrh Předsednictva SRS – tito členové vedli republikové sekretariáty nebo byli předsedy republikových výborů či orgánů státní správy.
Od 23. června 1990 existoval výkonný výbor Republiky Slovinsko, který se účinností ústavy přeměnil ve vládu Republiky Slovinsko. Některé zdroje však již po 28. červnu 1991 hovoří o vládě.

## Složení
Současná slovinská vláda se skládá z předsedy a ministrů. Vedle ministrů jsou důležitou složkou exekutivy také státní tajemníci, jež pomáhají v odborných otázkách.

## Ustavení
Předseda je ustavován volbou, ministři jmenováním. Počet, působnost a organizaci ministerstev upravuje zvláštní zákon. Samotný proces ustavení vlády je jeden z nejtypičtějších příkladů pozůstatků vlády shromáždění (skupščiny).
Předseda vlády je v první fázi navržen prezidentem republiky po poradách s politickými kluby Státnímu shromáždění. Pokud v tajné volbě není předseda vlády zvolen, může prezident opět navrhnout kandidáta (i stejného), ovšem kandidáty v této chvíli mohou navrhnout i parlamentní skupiny nebo seskupení deseti poslanců. Je-li více kandidátů, hlasuje se nejprve o kandidátovi prezidenta republiky a není-li tento zvolen, pak o kandidátech ostatních. Jestliže nebyl žádný z kandidátů zvolen, rozpustí prezident Státní shromáždění a vypíše nové volby, pokud do čtyřiceti osmi hodin Shromáždění nerozhodlo o nové volbě premiéra, kdy pro zvolení stačí většina počítaná z přítomných poslanců. O kandidátech se hlasuje podle pořadí určeného počtem hlasů z předchozích voleb, kandidát prezidenta má přednost. Není-li ani při této volbě zvolen premiér, rozpustí prezident Shromáždění a vypíše nové volby. Samotné ministry jmenuje a odvolává Státní shromáždění na návrh předsedy vlády. Nedůvěra může být vyjádřena pouze tím, že většina všech poslanců zvolí nového premiéra. Pokud vládě není vyslovena důvěra, musí Státní shromáždění do třiceti dnů zvolit nového předsedu vlády nebo vyslovit důvěru původnímu.

## Přísaha
Premiér a ministři skládají po ustavení do funkce slib totožný se slibem prezidenta republiky, který zní: „Přísahám, že budu ctít ústavní řád, jednat podle svého svědomí a ze všech svých sil usilovat o blaho Slovinska.“

## Odpovědnost a interpelace
Předseda vlády koordinuje činnost jednotlivých ministrů, jež jsou odpovědní za činnosti vlády a každý jednotlivý ministr za činnost svého ministerstva. Vláda i ministři jsou odpovědní Státnímu shromáždění.
Alespoň deset poslanců Státního shromáždění může předložit interpelaci k činnosti vlády nebo jednotlivého ministra. Pokud většina poslanců po projednání interpelace vysloví nedůvěru, složí vláda nebo ministr své funkce.
Obžalobu pro porušení ústavy nebo zákonů při výkonu úřadu může proti premiérovi nebo ministrovi předložit Státní shromáždění Ústavnímu soudu.

## Předsedové
Funkci předsedy slovinské vlády (1945–1953) a předsedy výkonného výboru (1953–1990) vykonávali Boris Kidrič (1945-1946), Miha Marinko (1946-1953; krátce i jako předseda výkonného výboru), Boris Kraigher (1953–1962), Viktor Avbelj (1962–1965), Janko Smole (1965–1967), Stane Kavčič (1967–1972), Andrej Marinc (1972–1978), Anton Vratuša (1978–1980), Janez Zemljarič (1980–1984), Dušan Šinigoj (1984–1990) a Lojze Peterle (1990). Z dikce ústavy vyplývá, že předseda vlády koordinuje činnost vlády a dbá o sjednocení politické a správní orientace vlády.
|     | Předseda vlády     | Nástup do funkce  | Odchod z funkce   | Vláda                         | Zdroj        |
| --- | ------------------ | ----------------- | ----------------- | ----------------------------- | ------------ |
| 1.  | Alojz Peterle      | 16. květen 1990   | 14. květen 1992   | Vláda Alojze Peterleho        | [ 3 ]        |
| 2.  | Janez Drnovšek     | 14. květen 1992   | 25. leden 1993    | První vláda Janeze Drnovšeka  | [ 3 ]        |
| 2.  | Janez Drnovšek     | 25. leden 1993    | 27. únor 1997     | Druhá vláda Janeze Drnovšeka  | [ 3 ]        |
| 2.  | Janez Drnovšek     | 27. únor 1997     | 7. červen 2000    | Třetí vláda Janeze Drnovšeka  | [ 3 ]        |
| 3.  | Andrej Bajuk       | 7. červen 2000    | 30. listopad 2000 | Vláda Andreje Bajuka          | [ 3 ]        |
| 4.  | Janez Drnovšek     | 30. listopad 2000 | 19. prosinec 2002 | Čtvrtá vláda Janeze Drnovšeka | [ 3 ]        |
| 5.  | Anton Rop          | 19. prosinec 2002 | 3. prosinec 2004  | Vláda Antona Ropa             | [ 3 ]        |
| 6.  | Janez Janša        | 3. prosinec 2004  | 21. listopad 2008 | První vláda Janeze Janši      | [ 3 ]        |
| 7.  | Borut Pahor        | 21. listopad 2008 | 10. února 2012    | Vláda Boruta Pahora           | [ 3 ] [ 15 ] |
| 8.  | Janez Janša        | 10. února 2012    | 20. března 2013   | Druhá vláda Janeze Janši      | [ 16 ]       |
| 9.  | Alenka Bratušeková | 20. března 2013   | 18. září 2014     | Vláda Alenky Bratušekové      |              |
| 10. | Miro Cerar         | 18. září 2014     | 13. září 2018     | Vláda Mira Cerara             |              |
| 11. | Marjan Šarec       | 13. září 2018     | 13. března 2020   | Vláda Marjana Šarece          | [ 17 ]       |
| 12. | Janez Janša        | 13. března 2020   | 1. června 2022    | Třetí vláda Janeze Janši      |              |
| 13. | Robert Golob       | 1. června 2022    | úřadující         | Vláda Roberta Goloba          | [ 18 ]       |